# Армия Карфагена
Армия Карфагена, или маханат (финик. 𐤌𐤇𐤍𐤕, Mhnt) — наземные силы (армия) Карфагенского государства, существовавшего в IX—II веках до н. э. Поначалу представляла собой ополчение граждан города и зависимых племён, но после реформы Магона I (VI век до н. э.) стала состоять преимущественно из иностранцев-наёмников под верховным командованием представителей аристократических родов. Опиралась на мощный военно-морской флот, который долгое время господствовал в Западном Средиземноморье.

## Военная история Карфагена

### Ранняя история
О первых войнах карфагенян сохранилось очень мало сведений. Несомненно, в городе уже на заре его существования созывалось ополчение для защиты от угрозы со стороны соседних племён. Первой масштабной заморской военной экспедицией карфагенян было выступление на стороне Гадеса в его войнах против Тартессийской державы в VII—VI веках до н. э. Карфаген оказал помощь этой финикийской колонии, вместе с которой он стремился нарушить монополию Тартесса на торговлю металлами.
В VI веке до н. э. карфагенский полководец Малх одержал несколько побед над соседними ливийскими племенами, что позволило избавить город от уплаты дани. Затем Малх встал во главе армии, посланной на Сицилию, где обострились противоречия между финикийскими и греческими колонистами. Он сумел установить контроль почти над всем островом, но затем потерпел сокрушительное поражение на Сардинии. Карфагенский совет старейшин, опасавшийся Малха, воспользовался этим разгромом и отправил полководца и его уцелевших воинов в изгнание. Возмущённый Малх вернулся в Карфаген и произвёл государственный переворот, добившись казни 10 карфагенских старейшин, изгнавших его. В итоге его лишили власти и тоже казнили, обвинив в заговоре с целью самому стать диктатором.

### Греко-карфагенские войны
Пришедший на смену Малху Магон I стал основателем целой династии, правившей полтора века. Магон провёл целый ряд важных реформ, создав профессиональную наёмную армию — с той поры народное ополчение в Карфагене стало созываться только в исключительных случаях. Он укрепил власть Карфагена на Сардинии. В то же время тартессийцы вступили в союз с греками-фокейцами, которые активно создавали колонии на Корсике и побережье современных Франции и Испании. Это напрямую затронуло интересы Карфагена и этрусков, которые стали естественными союзниками в борьбе против общего врага. При Алалии, одной из таких греческих колоний, в 539 или 535 году до н. э. произошла битва между объединённым флотом этрусков и карфагенян с одной стороны и фокейцев с другой; последние были вынуждены покинуть Корсику. Примерно в то же время прекратила своё существование и Тартессийская держава, не выдержавшая конкуренции с финикийцами. Тогда же, в конце VI века до н. э., карфагеняне сумели успешно завершить борьбу за раздел территории и установление границы с Киреной.
В начале V века до н. э. действия греческих тиранов на Сицилии стали угрожать карфагенскому присутствию на острове. Гамилькар Магонид высадился с многочисленной армией, намереваясь разбить войска тирана Сиракуз Гелона и тирана Акраганта Ферона. Однако в 480 году до н. э. в битве при Гимере Гамилькар был разгромлен и погиб. Учитывая синхронность этих событий с нашествием Ксеркса на континентальную Грецию, ещё в Античности высказывалось предположение о «втором фронте» греко-персидских войн. В результате этого поражения Карфагену пришлось заключить с Сиракузами мир и заплатить большую контрибуцию. Нуждавшийся в ресурсах Карфаген обратил своё внимание вглубь Африки. Он завладел огромными территориями с плодородной почвой, на которых стало интенсивно развиваться сельское хозяйство.
В следующий раз карфагенское войско появилось на Сицилии спустя 70 лет: Ганнибал Магон, внук погибшего Гамилькара, пришёл на помощь Сегесте, которая была осаждена войсками Селинунта. Ганнибал в 409 году до н. э. не только взял штурмом Селинунт и сжёг его, но затем захватил и разрушил Гимеру, отомстив за смерть деда. Спустя три года карфагенская армия взяла дотоле неприступный Акрагант, который с тех пор стал одной из основных пунических баз на Сицилии. Согласно договору от 405 года до н. э. с Дионисием Старшим, к Карфагену, помимо финикийских колоний, отходили и греческие города Акрагант, Гимера и Селинунт; Гела и Камарина должны были платить карфагенянам дань. Первая половина IV века до н. э. прошла в войнах между Дионисием и его наследника с карфагенянами, шедших с переменным успехом.
В 340 (по другим данным, 341 или 339) году до н. э. сиракузская армия Тимолеонта нанесла тяжёлое поражение карфагенянам в битве при Кримиссе, после чего мир продержался несколько десятилетий — до захвата власти в Сиракузах Агафоклом (матерью последнего, возможно, была карфагенянка). За короткое время Агафокл взял под свою власть все греческие города на острове, а затем стал готовиться к войне против карфагенян. Потерпев поражение в битве при Геле в 311 году до н. э., он был осаждён в своей столице. Агафокл принял неординарное решение: оставив в Сиракузах гарнизон под командованием своего брата Антандра, он с лучшей частью войска переправился в Африку, намереваясь дать бой карфагенянам на их территории и надеясь на помощь местных племён. Решение оказалось удачным: Агафокл захватил Тунет, а затем смог нанести поражение полевой армии врага. При известии о поражении карфагенян восстали покорённые ими африканцы. Мятеж был подавлен, но Агафоклу удалось захватить ещё несколько городов, а затем получить в своё распоряжение 17-тысячную греческую армию, охранявшую колонии в Киренаике, предательски убив её полководца Офелла. Тем временем на Сицилии Антандр разгромил карфагенян, осаждавших Сиракузы, и взял в плен их полководца Гамилькара, голову которого отправил в подарок Агафоклу. Однако внезапно на Сицилии возникла угроза власти Агафокла со стороны его политических противников, и он был вынужден вернуться в Сиракузы, оставив всё африканское войско на попечение своего сына Архагата.
За время его отсутствия Аргахат потерпел несколько поражений, после чего стал взывать к отцу о помощи. Агафокл в 307 году до н. э. вернулся в Африку и нашёл свою армию совершенно деморализованной. Решив дать врагу генеральное сражение, он потерпел неудачу и отступил в свой лагерь. После этого с несколькими соратниками Агафокл тайно отплыл на Сицилию, бросив всю армию и даже сыновей, которые, когда бегство Агафокла вскрылось, были убиты разгневанными воинами. Все африканские города, в которых ещё стояли греческие гарнизоны, были отбиты карфагенянами обратно. В 306 году до н. э. Агафокл заключил мир, по которому Карфаген сохранили свои владения в Сицилии к западу от реки Гелакис, а Агафокл должен был заплатить им контрибуцию.
После смерти Агафокла карфагеняне решили утвердить своё владычество на Сицилии. Они осаждали греческие города и брали их штурмом, пока не остался последний крупный противник — Сиракузы. Раздираемый внутренними противоречиями, город решился просить помощи у эпирского царя Пирра, зятя Агафокла. Тот откликнулся и высадился на Сицилии. Он смог снять осаду с Сиракуз, объединил под своей властью греческие города и одержал ряд побед в битвах с карфагенянами, за короткое время отняв у них почти все сицилийские владения. Однако затем Пирр вызвал всеобщее недовольство греков и был вынужден покинуть остров. Установлению полного контроля карфагенян над Сицилией помешало то, что на арену вышел новый игрок — Римская республика.

## Состав

### Священный отряд
Этим термином Диодор Сицилийский именует пехотное подразделение, сформированное из полноправных граждан Карфагена, применительно к IV веку до н. э. Высказывается предположение, что как минимум часть Священного отряда могла составлять конница. Возможно, при необходимости армия, состоявшая из призывников и наёмников, формировалась на базе Священного отряда, в котором на постоянной основе служил офицерский состав.
Рассказывая о битве при Кримиссе, Диодор Сицилийский указывает численность Священного отряда в «двадцать пять сотен» и поясняет, что в него входили те граждане, «которые были отобраны за доблесть и доброе имя, а также за богатство». Все они «пали после отважной борьбы» против войск Тимолеонта.
Плутарх в описании той же битвы исчисляет количество карфагенских граждан в 10 000 человек, которых греки узнали «по богатству вооружения, медленной поступи и строгому порядку в рядах», а их потери оценивает в 3000, причём «ни знатностью рода, ни богатством, ни славою никто не мог сравниться с погибшими». Высокое положение павших воинов доказывали и богатейшие трофеи, захваченные греками.
В следующий раз Диодор Сицилийский упоминает Священный отряд применительно к походу Агафокла в Африку (310—307 годы до н. э.). В битве при Белом Тунисе Агафокл со своими телохранителями сражался впереди левого крыла греков против 1000 гоплитов Священного отряда, возглавляемых одним из карфагенских военачальников, Ганноном. Карфагеняне бились отважно, однако после гибели своего командира и решения второго карфагенского военачальника, Бомилькара, отвести остальную часть войска Священный отряд тоже вынужден был отступить.
Воины Священного отряда предположительно были вооружены и экипированы как гоплиты греческих полисов и эллинистических государств и сражались фалангой. Плутарх (если принять версию, что речь у него идёт именно о Священном отряде) упоминает об огромных белых щитах, железных панцирях и медных шлемах. И Плутарх, и Диодор Сицилийский отмечают храбрость, стойкость и хорошую выучку карфагенян.

### Ливофиникийская пехота
Ливофиникийцами (др.-греч. Λιβυφοίνικες, Λιβοφοίνικες, лат. Libyphoenices) называлось смешанное население колоний, основанных финикийцами на северном побережье Африки. В битве при Тунете основную часть пеших воинов Ксантиппа составляли именно ливофиникийцы. Позже главным образом из них была сформирована 17-тысячная пехота, которая сопровождала Гамилькара в Испанию, а затем служила там под командованием Ганнибала. Ганнибал перед походом в Италию оставил 11 тысяч карфагенских пеших воинов брату Гасдрубалу и с 20 тысячами (не считая других войск) двинулся в свой знаменитый поход, но только 12 тысяч из них дошли до Италии. Римские авторы, говоря об африканской пехоте Ганнибала и Гасдрубала, имеют в виду ливофиникийцев.
Ливофиникийская пехота формировала фалангу македонского типа, которая, если понимать Полибия буквально, была организована в спейры. Возможно, назывались эти подразделения как-то иначе, но, вероятно, были того же размера (около 256 человек), что и в македонской армии. Фалангиты должны были пользоваться типичным оружием эллинистического пешего воина. В нескольких случаях Полибий говорит о легковооружённых копейщиках армии Ганнибала. Они использовались там, где обычно применялись легковооружённые войска. С одной стороны, речь в данном случае может идти о более легковооружённых воинах, стоявших в задних рядах, с другой же — отражать тот факт, что только тяжёлая пика делала фалангита неуклюжим. После битвы при Тразименском озере Ганнибал снабдил своих африканцев лучшими из захваченных у римлян доспехов — кольчугами, и всё же Полибий продолжает говорить о легковооружённых копейщиках.

### Нумидийская конница
Нумидийцы были кочевыми племенами, обитавшими на территориях современных Алжира, Туниса и Марокко. До распространения верблюда в Северной Африке быт кочевых племён полностью зависел от лошадей, поэтому все воины были прирождёнными всадниками, с ранних лет проводя большую часть жизни верхом. Со времени образования карфагенской державы полузависимые племена Нумидии направляли воинские контингенты в её армию. Отличные наездники, нумидийцы не применяли седла и удил, управляя лошадью при помощи ног и голоса, а вместо уздечки использовали кожаный ремень или верёвку, наброшенные на конскую шею. Говоря о лошадях нумидийцев, Страбон отмечает: «Лошади у них маленькие, но настолько послушные, что ими можно править прутиком… Некоторые лошади следуют за хозяином, даже если их не тянут за поводья, как собаки».
В Пунических войнах нумидийская конница неоднократно проявляла себя в бою с самой лучшей стороны. Нумидийцы принимали участие во всех крупных сражениях Ганнибала, и именно им карфагеняне в немалой степени обязаны своими победами. Будучи бесполезными в качестве ударной силы, они превосходно выполняла роль застрельщиков и преследователей отступающего противника. Полибий, говоря о нумидийцах, отмечает, что это «народ замечательно выносливый» и подчёркивает, «насколько они опасны и страшны для неприятеля, разом обратившегося в бегство». В битве при Каннах нумидийцы не смогли разгромить конницу римских союзников, но, как только кельты и испанцы сделали это, атаковав её с тыла, нумидийцы бросились в погоню.
Обычно перед нумидийскими всадниками ставилась задача спровоцировать неприятеля на контратаку, увлечь его притворным отступлением с целью заманить в засаду, принудить оставить выгодную позицию или, наоборот, опередив противника, занять стратегически важные пункты. Нумидийцы отряжаются для разведки, в засады, следуют в авангарде армии, тревожат вражеских фуражиров. Им поручаются грабительские набеги на вражеские территории, преследование разбитого врага и захват пленных. Нумидийская конница осуществляет охрану тылов, коммуникаций, стратегически важных пунктов. Среди поручаемых нумидийцам задач упомянуты расчистка пути для войска и поддержание порядка на марше во время тяжёлого перехода через болотистую местность.
Вооружение нумидийских всадников III—I веков до н. э. состояло из лёгких метательных копий и круглого щита из кожи на деревянной основе, который могла заменять и просто намотанная на руку звериная шкура. Щит Масиниссы, согласно Аппиану, был сделан из слоновьей кожи. Возможно, в качестве оружия ближнего боя воины использовали большой нож или кинжал. Характерными деталями облика нумидийцев были хитоны с широкой каймой без пояса, используемые в качестве плащей и панцирей шкуры, а также заплетённые волосы и бороды. Знать и вожди нумидийских племён, по-видимому, могли использовать и иноземное снаряжение. Изображения на рельефах и археологические находки свидетельствуют о том, что у них в ходу были типичные для эллинистических армий доспехи и оружие, восточногреческого или южноиталийского производства.

### Балеарские пращники
Пращники с Балеарских островов славились высокими боевыми качествами (меткостью и большим весом используемых снарядов) по всему Средиземноморью. Обучение искусству метания из пращи начиналось с раннего детства. Матери размещали на шесте хлеб и побуждали детей сбивать его: обучающийся не получал еды, пока не попадал в хлеб. Воины имели при себе три пращи: в руках, обмотанную вокруг головы и обмотанную как пояс. Согласно Страбону, в качестве материала для их изготовления могли использоваться верёвка из тростника, волосы и жилы животных. Вергилий упоминает о праще из пеньки. Метали из пращи камни (согласно Диодору Сицилийскому, большего размера, чем любые другие пращники) либо специально изготовленные из обожжённой глины или свинца снаряды продолговатой формы.
Пращники сражались в первой линии карфагенских войск. Их задачей было расстроить ряды противника: кинетической энергии снаряда хватало, чтобы расколоть щит или нанести тяжёлую травму вражескому воину, даже защищённому доспехами. Сила броска была сопоставима с выстрелом из катапульты. При приближении врага или исчерпании снарядов пращники отступали за строй тяжёлой пехоты. Во время осад они были способны уничтожать воинов, находящихся на стенах.

### Испанская пехота и конница
Римляне объединяли в понятие «испанцы» (лат. Hispani) народы и племена разного происхождения, обитавшие на Пиренейском полуострове, самыми многочисленными из которых были иберы, лузитаны, кельтиберы и кельты. После подчинения Баркидами большей части Испании между Первой и Второй Пуническими войнами эти карфагенские аристократы были признаны местным населением верховными вождями, то есть выступали по отношению к нему не только как чужеземные чиновники, но и как собственные правители. Поэтому, несмотря на использование античными авторами термина «наёмники», распространять его на всех испанских воинов в карфагенской армии III века до н. э. неверно.
Карфагеняне ставили испанцев вторыми по боевым качествам после «африканцев» (ливофиникийцев). Испанская пехота включала воинов, вооружённых мечами и длинными щитами кельтского типа, а также метателей дротиков. Испанский меч с прямым широким обоюдоострым клинком послужил прототипом римского легионерского меча. Специфически испанским оружием являлись длинные (более 2 м) монолитные железные метательные копья с зазубренным наконечником — солиферрумы, или саунионы. Воины носили белые туники, окаймлённые пурпурной полосой, и — наряду со шлемами — своеобразный головной убор: сделанный из жил животных колпак, украшенный гребнем.
Излюбленным оружием конницы была фальката — изогнутый однолезвийный колюще-рубящий меч, заимствованный, вероятно, у финикийцев. Вероятно, уже в IV веке до н. э. кельтиберами была введена в употребление подкова, что должно было значительно увеличить боевой потенциал этого рода войск. Насколько позволяют судить иконографические источники, испанцам, возможно, были известны жёсткие сёдла, хотя более обычна была попона из шерсти (иногда — из шкуры животного, например, рыси).
Всадники превосходно действовали как в правильном сражении, так и используя тактику партизанской войны (для чего, например, их кони были обучены опускаться на колени и сохранять спокойствие и тишину до сигнала). При необходимости испанская конница могла спешиваться, превращаясь в первоклассную пехоту, а также сражаться в смешанном строю вместе с лёгкими пехотинцами. По свидетельствам античных источников, испанская конница доминировала на полях сражений в эпоху Пунических войн. Перед ней не могли устоять ни римские и италийские всадники, ни даже перешедшие на сторону римлян нумидийцы.

### Галльская пехота и конница
Галльские наёмники на карфагенской службе упоминаются в Первую Пуническую войну, в частности, в составе гарнизонов Лилибея при осаде его римлянами в 250 году до н. э. и ранее Акраганта. Полибий отзывается о них негативно, отмечая вероломство, доходящее до попыток перейти на сторону врага, и склонность к грабежу карфагенских владений. Командир галльских наёмников, Автарит, стал одним из вождей мятежников в ходе Ливийской войны и пользовался у них большим авторитетом.
Во Вторую Пуническую войны галлы составляли самый значительный контингент в армии Ганнибала (более 40% общей численности к моменту прибытия в Италию). Вероятно, стратегический замысел великого полководца состоял в том, чтобы поднять восстание покорённых галльских племён в Северной Италии и — в перспективе — италиков, являвшихся римскими «союзниками». Перед походом агенты Ганнибала наводнили Южную Галлию. Они разведывали дороги, прощупывали настроения вождей, вели с ними переговоры и от имени своего хозяина и щедро раздавали обещания за поддержку и мирный проход карфагенской армии через их владения. Благодаря антиримским настроениям галлов, успешной дипломатии и богатым подаркам вождям Ганнибалу удалось обеспечить их дружественный нейтралитет и пополнить ряды своих войск галльскими воинами.

### Колесницы
Карфагенские боевые колесницы неоднократно упоминаются Диодором Сицилийским при описании войн с греками V—IV веков до н. э. Скорее всего, традиция применения колесниц пришла с Ближнего Востока, где во II–I тысячелетиях до н. э. они были главной ударной силой. Также их использовали подчинённые карфагенянами ливийцы. Если верить подсчётам Диодора Сицилийского, концентрация колесничных войск у карфагенян была одной из самых высоких в Древнем мире, достигая значения 1 колесница на 20 воинов, а общее количество колесниц в действующей армии колебалось от 300 до 2000 (битва при Тунете в 310 году до н. э.). В этой битве колесницы применялись вместе с конницей для завязки боя, играя вспомогательную роль; их атака не поддерживалась пехотой. В описании битвы при Кримиссе особо отмечается, что греки захватили две сотни карфагенских колесниц. Согласно Плутарху, они были запряжены четвёркой лошадей. К эпохе Пунических войн боевые колесницы в армии Карфагена уже не упоминаются.

### Боевые слоны
Карфагеняне включили боевых слонов — новый род войск — в состав своей армии после войны с Пирром, заменив ими боевые колесницы. Слонов не разводили в неволе, а отлавливали в дикой природе, стараясь поймать молодых, не старше пяти лет, но дрессировать их начинали с десятилетнего возраста. Слоны полностью вырастали к двадцати годам, и их рабочий возраст находился в промежутке от двадцати до сорока лет. В дикой природе слон жил шестьдесят лет, но в неволе редко больше сорока. Слоны играли важную тактическую роль в карфагенской армии. Они наводили ужас на воинов, никогда не видевших слонов, и на лошадей, лишая конные отряды боеспособности, прикрывали свою пехоту, а при удачной атаке могли прорвать фронт вражеской. Кроме того, слонов использовали, чтобы ворваться во вражеский лагерь, как это сделал Ганнон Великий во время восстания наёмников. У командующего, сидящего на спине слона, был превосходный обзор поля битвы.
Карфагеняне использовали в военных целях вымерший ныне подвид саванного слона — североафриканского, или карфагенского слона, который уступал в размерах другим африканским и азиатским слонам, достигая высоты 2,5 м. На нём сидели, как на лошади, не используя «башню» — сооружение для размещения бойцов, которое широко применялось другими армиями Востока. В источниках сохранилась кличка одного из слонов, перешедших с Ганнибалом через Альпы, — Сур (лат. Surus).

### Греческие наёмники
Как и многие другие государства Средиземноморья и Ближнего Востока той эпохи, карфагеняне нанимали греческих воинов. Спартанскому стратегу Ксантиппу в критический для Карфагена момент Первой Пунической войны были даны особые полномочия, и он фактически возглавил карфагенскую армию, приведя её к победе в битве при Тунете. Полибий упоминает наёмника из Ахеи по имени Алексон, который служил в гарнизоне Лилибея.

## Командование
Кроме единственного исключения — Ксантиппа — верховное командование карфагенской армией всегда возлагалось на представителей аристократических кланов. Главнокомандующим был чрезвычайный магистрат, избираемый Народным собранием без ограничения по сроку полномочий. В результате этой демократической процедуры выбор главнокомандующего часто обусловливался не столько его полководческим талантом, сколько его богатством и умением завоёвывать популярность. Одному и тому же полководцу иногда поручалось возглавлять несколько поочерёдно проводимых кампаний. Именно поэтому Баркидам удалось укрепить личную власть в Испании и успешно завершить завоевание большей части полуострова. Наряду с этой должностью, вводимой на случай чрезвычайного положения, существовали и военные губернаторы, которых Полибий и Аппиан называют на греческий манер боэтархами и которые должны были обеспечивать порядок в провинциях в мирное время. По всей вероятности, они также назначались Народным собранием.
Эпиграфические источники не позволяют точно установить, какой именно термин соответствовал в Карфагене понятию «военачальник». Возможно, это термин «раб», Rb (не путать с русским словом раб), часто встречающийся в надписях. Он буквально означает «глава, руководитель» и был применим и к гражданским должностям. Уже в раннюю эпоху карфагенской истории существовал титул финик. 𐤓𐤁𐤌𐤇𐤍𐤕, Rb Mhnt, то есть «глава армии». Именно это выражение употреблялось в неопунических текстах, обнаруженных в Триполитании, в частности в Лептис-Магне, для перевода римского слова «консул». Это заставляет предположить, что и термины «стратег», «дукс» и «диктатор», используемые греческими и римскими авторами применительно к Карфагену, соответствовали именно титулу Rb Mhnt, а не титулу суффета. Об иерархии в карфагенской армии известно мало, поскольку в античных источниках содержатся только самые общие сведения. В тексте, обнаруженном в Сидоне, упоминается некий Rb Šny (командир второго ранга?), а в другой надписи, найденной в Карфагене, говорится о Rb Šlš (командире третьего ранга?). Две другие надписи (Тир, III век до н. э. и Дугга, II век до н. э.) содержат термин Rb M’T, то есть «командир сотни».
Что касается наёмных контингентов, разумно было бы предположить, что командовали ими карфагенские военачальники. Однако из рассказа Полибия об осаде Лилибея в ходе Первой Пунической войны ясно следует, что служили наёмники под командованием своих собственных офицеров, потому что их старшие командиры попытались передать город в руки римлян. Вероятно, карфагеняне осуществляли командование на среднем (батальонном) уровне — подобно римлянам времён поздней республики. Выдающийся успех армии Ганнибала, которая наполовину состояла из недавно разбитых и частью покорённых римлянами кельтов, во многом обязан именно этой карфагенской системе. Она не пыталась ввести единообразие — каждое племя сражалось в соответствии с собственными традициями, и использовать его в бою требовалось так, чтобы извлечь максимальное преимущество. Не менее примечательным было отношение армии к своему полководцу: несмотря на свою пестроту, войска 15 лет служили Ганнибалу, не предпринимая ни малейших попыток мятежа.

## Тактика
Несмотря на то что карфагеняне обладали хорошей пехотой, карфагенские армии в большей степени полагались на конницу как ударную силу и использовали пехоту в качестве основы для совершения манёвров совместно с конницей. Возможно, благодаря тесным контактам с греками в Восточном Средиземноморье карфагеняне познакомились с военными системами Александра, Пирра и эллинистических государств, в которых за основу бралась пехота, а роль ударной силы отводилась коннице. Опыт войны с Пирром показал карфагенским командующим, что сильная фаланга сама по себе не играет решающей роли и должна быть более мобильной и гибкой, чтобы защищаться от нападения. Карфагеняне разработали тактическую доктрину, в которой главная роль отводилась коннице, в то время как их противник в Пунических войнах — римляне — не придавал коннице особого значения и относился к ней как к вспомогательному роду войск, не имеющему большого влияния на исход боя.
Успешный двойной охват римлян в Каннах долго служил примером тактического таланта Ганнибала. Но ко времени Ганнибала охват и двойной охват давно уже относились к стандартным тактическим маневрам карфагенских армий. Более того, несколькими столетиями ранее первым принимал удар более слабый центр греческой фаланги, а затем усиленные фланги, отбивая атаку, смыкались, заключая в кольцо армию противника, как это произошло в 490 году до н. э. в Марафонской битве. Тактика Ганнибала при Каннах, когда его пехота бросилась вперед, образовав выпуклый полумесяц, а затем, постепенно отступая под натиском римлян, заманила внутрь и, развернув фронтально фланговые колонны африканской пехоты, охватила римлян с обеих сторон, уже использовалась во внутригреческих военных конфликтах ранее. Ксантипп, приглашённый возглавить карфагенскую армию в критический момент Первой Пунической войны, убеждал карфагенян, что именно конница и слоны принесут им победу. В битве при Тунете его конница сначала заставила отступить конницу римлян, а затем атаковала противника с флангов и тыла. В битве при Дертосе в 215 году до н. э. Гасдрубал попытался применить ту же тактику, которую Ганнибал применил в Каннах, и разместил своих слабых новобранцев из испанских племён в центре, рассчитывая завлечь римлян в ловушку. Римляне легко прорвали центр, но африканская пехота, атакуя с флангов, окружила их. Однако римлянам удалось раздвинуть фланги и отбросить карфагенян. Когда центр рассыпался, конницу Гасдрубала охватила паника, и она отступила с поля боя. Армия Гасдрубала была почти полностью уничтожена.
В отсутствие стандартной тактической системы, такой как у римлян, перед карфагенскими командующими стояла задача таким образом использовать разные подразделения, чтобы добиться максимальной эффективность каждого, следуя при этом тактическому плану, конкретному для каждой боевой ситуации. Однако можно выделить некоторые общие правила, которыми руководствовались карфагенские тактики. Первое правило заключалось в том, чтобы достигнуть максимального эффекта внезапности и вызвать максимальный шок. Отличный пример — засада на Тразименском озере. Кроме того, карфагеняне часто вступали в бой, когда противник ещё двигался в колонне походным маршем. Второе правило состояло в том, чтобы завязать бой сразу после того, как противнику потратил много сил, преодолевая сложное препятствие, такое как река, возвышенность или лес. Примером может служить переправа римлян вброд через Треббию, когда они сильно замёрзли и устали. Третье правило состояло в том, чтобы с максимальной эффективностью использовать ландшафт. Карфагенские командующие часто размешали на флангах тяжёлые войсковые соединения, оставлявшие врагу всё меньше и меньше пространства для манёвра. Иногда для выполнения этого манёвра они использовали слонов во взаимодействии с пехотой и конницей. Тактика конницы состояла в том, чтобы, вытеснив вражескую конницу с поля боя, вернуться и внезапно атаковать с тыла или растянутый фланг вражеской пехоты. Последнее правило, похоже, состояло в том, что если нельзя воспользоваться ни одним из перечисленных правил, то следует избегать сражения. Если карфагенский командующий не мог сражаться на своих условиях, он обычно вообще не вступал в бой.

## Роль флота
На протяжении всей истории Карфагена флот был одновременно инструментом его военно-политического могущества и основой экономического процветания. Чтобы обезопасить проложенные ими торговые маршруты, карфагеняне уже довольно рано были вынуждены содержать большие военно-морские силы, способные давать отпор пиратам и конкурентам, а также быстро перебрасывать войска для защиты государственных интересов в Западном Средиземноморье.
Но если охрана побережья и торговых путей была достаточно эффективной, то в настоящих войнах ситуация часто складывалась иначе. Парадоксальным образом карфагенский флот не играл решающей роли в победе над врагом. Так, в период войн на Сицилии он не смог ни обеспечить эффективную блокаду Сиракуз, ни перехватить войска Агафокла, когда тот решился развязать военные действия в Африке. А позже, во время Пунических войн, самые громкие победы были одержаны карфагенянами на суше, а не на море. И наоборот, поражение в морском сражении у Эгатских островов решило судьбу присутствия карфагенян на Сицилии и их превосходства на море.